# Gayama
Gayama est une localité du Cameroun, située dans l'arrondissement (commune) de Zhoa, le département du Menchum et la Région du Nord-Ouest.
Très proche de la frontière avec le Nigeria, Gayama est souvent la scène de déforestation illégale.
En juillet 2017, une inondation due au barrage de Kashimbila a endommagé la région et complètement détruit le village de Gayama 2.